# NGC 7708
NGC 7708 – grupa gwiazd znajdująca się w gwiazdozbiorze Cefeusza, prawdopodobnie gromada otwarta. Odkrył ją William Herschel 19 września 1787 roku. Znajduje się w odległości ok. 5241 lat świetlnych od Słońca oraz 30,5 tys. lat świetlnych od centrum Galaktyki.